# Вишневе (Карпівська сільська громада)
Вишне́ве — село в Україні, в Криворізькому районі Дніпропетровської області. Входить до складу Карпівської сільської громади.
До 2917 року орган місцевого самоврядування — Миколаївська селищна рада. Населення — 247 мешканців.

## Географія
Село Вишневе розташоване на відстані 2 км від сіл Зелений Гай і Карпівка.

## Населення

### Мова
Розподіл населення за рідною мовою за даними перепису 2001 року:
| Мова            | Кількість | Відсоток |
| --------------- | --------- | -------- |
| українська      | 230       | 93.12%   |
| російська       | 14        | 5.67%    |
| румунська       | 1         | 0.40%    |
| інші/не вказали | 2         | 0.81%    |
| Усього          | 247       | 100%     |

## Постаті
- Алексанич Олег Іванович (1993—2014) — сержант Збройних сил України, учасник російсько-української війни, загинув під Іловайськом.

## Інтернет-посилання
- Погода в селі Вишневе [Архівовано 20 грудня 2011 у Wayback Machine.]

1. ↑  Рідні мови в об'єднаних територіальних громадах України — Український центр суспільних даних